# 國內法
国内法，又称内国法，是相对外国法而言的法律概念。在国际私法当中涉及到准据法的选择时，该概念具有一定的意义。